# Bundesliga de 2008–09
A Bundesliga de 2008–09 foi a 46.ª edição do Campeonato Alemão de Futebol, que iniciou em 15 de agosto de 2008 e terminou no dia 23 de maio de 2009. Teve como campeão o VfL Wolfsburg, que conquistou seu primeiro título na história.

## Classificação
|     | Clube                 | J  | V  | E  | D  | GP | GC | Saldo | Pontos |
| --- | --------------------- | -- | -- | -- | -- | -- | -- | ----- | ------ |
| 1.  | VfL Wolfsburg (C)     | 34 | 21 | 6  | 7  | 80 | 41 | +39   | 69     |
| 2.  | Bayern München        | 34 | 20 | 7  | 7  | 71 | 42 | +29   | 67     |
| 3.  | VfB Stuttgart         | 34 | 19 | 7  | 8  | 63 | 43 | +20   | 64     |
| 4.  | Hertha Berlin         | 34 | 19 | 6  | 9  | 48 | 41 | +7    | 63     |
| 5.  | Hamburger SV          | 34 | 19 | 4  | 11 | 49 | 47 | +2    | 61     |
| 6.  | Borussia Dortmund     | 34 | 15 | 14 | 5  | 60 | 27 | +33   | 59     |
| 7.  | Hoffenheim            | 34 | 15 | 10 | 9  | 63 | 49 | +14   | 55     |
| 8.  | FC Schalke 04         | 34 | 14 | 8  | 12 | 47 | 35 | +12   | 50     |
| 9.  | Bayer Leverkusen      | 34 | 14 | 7  | 13 | 59 | 46 | +13   | 49     |
| 10. | Werder Bremen         | 34 | 12 | 9  | 13 | 64 | 50 | +14   | 45     |
| 11. | Hannover 96           | 34 | 10 | 10 | 14 | 48 | 68 | -20   | 40     |
| 12. | Köln                  | 34 | 11 | 6  | 17 | 35 | 50 | -15   | 39     |
| 13. | Eintracht Frankfurt   | 34 | 8  | 9  | 17 | 39 | 60 | -21   | 33     |
| 14. | VfL Bochum            | 34 | 7  | 11 | 16 | 39 | 55 | -16   | 32     |
| 15. | Mönchengladbach       | 34 | 8  | 7  | 19 | 39 | 62 | -23   | 31     |
| 16. | Energie Cottbus       | 34 | 8  | 6  | 20 | 30 | 57 | -27   | 30     |
| 17. | Karlsruher SC (R)     | 34 | 8  | 5  | 21 | 30 | 54 | -24   | 29     |
| 18. | Arminia Bielefeld (R) | 34 | 4  | 16 | 14 | 28 | 55 | -27   | 28     |

Legenda
|  | Campeão e Classificado para a Liga dos Campeões da UEFA          |
|  | Classificado para a Liga dos Campeões da UEFA                    |
|  | Classificado para a 3ª eliminatória da Liga dos Campeões da UEFA |
|  | Classificado para a Copa da UEFA                                 |
|  | Play-off do Rebaixamento/Promoção                                |
|  | Rebaixado para a 2. Bundesliga                                   |

### Campeão
| Fußball-Bundesliga 2008/2009 |
| ---------------------------- |
| VfL Wolfsburg 1º Título      |

O Wolfsburg conquistou o título do Campeonato Alemão pela primeira vez em sua história. E no jogo que valeu o troféu inédito, a equipe dos brasileiros Grafite e Josué goleou o Werder Bremen por 5 a 1, no sábado 23 de maio de 2009, diante de seus torcedores.
Com o resultado, o Wolfsburg chegou a 69 pontos, terminando com dois de frente para o Bayern de Munique, que também se classificou para a Liga dos Campeões da UEFA da próxima temporada. O Stuttgart terminou em terceiro e disputou a fase preliminar do torneio continental.
O Wolfsburg terminou a campanha pelo título com 21 vitórias, seis empates e sete derrotas, com 80 gols marcados e 41 sofridos. A equipe também teve o artilheiro da competição: com dois marcados neste sábado, Grafite terminou a competição com 28 gols.

## Artilheiros

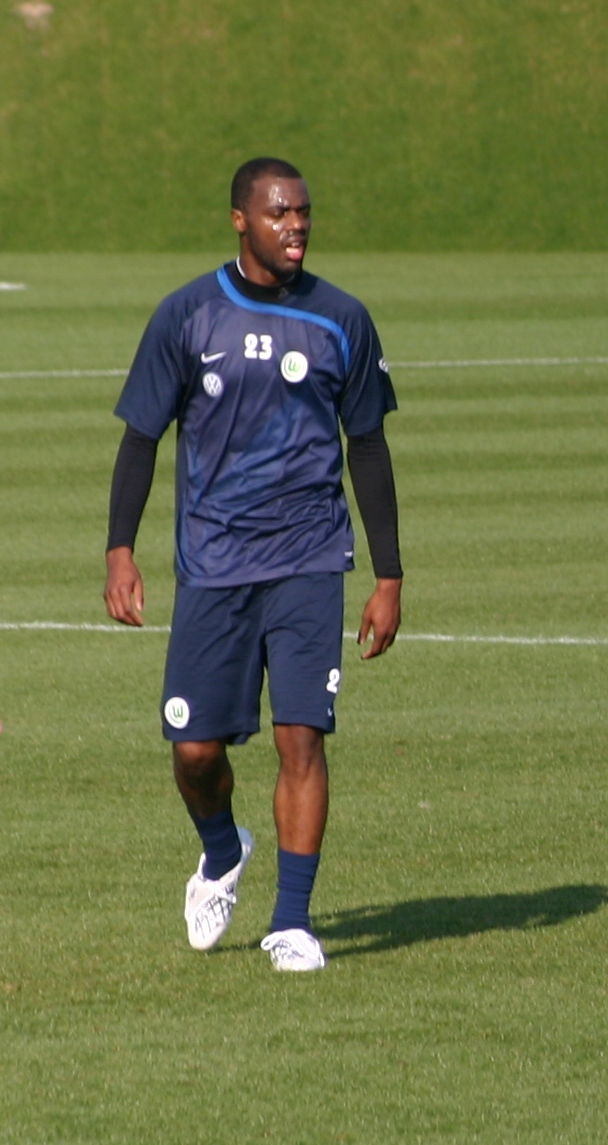
Grafite

| Co. | Nac.                 | Nome               | Clube               | Gols |
| --- | -------------------- | ------------------ | ------------------- | ---- |
| 1   | Brasil               | Grafite            | VfL Wolfsburg       | 28   |
| 2   | Bósnia e Herzegovina | Edin Džeko         | VfL Wolfsburg       | 26   |
| 3   | Alemanha             | Mario Gómez        | VfB Stuttgart       | 24   |
| 4   | Alemanha             | Patrick Helmes     | Bayer 04 Leverkusen | 21   |
| 5   | Bósnia e Herzegovina | Vedad Ibišević     | TSG 1899 Hoffenheim | 18   |
| 6   | Peru                 | Claudio Pizarro    | Werder Bremen       | 17   |
| 7   | Eslovénia            | Milivoje Novakovič | 1. FC Köln          | 16   |
| 8   | Senegal              | Demba Ba           | TSG 1899 Hoffenheim | 14   |
| 8   | Itália               | Luca Toni          | FC Bayern München   | 14   |
| 10  | Alemanha             | Kevin Kurányi      | FC Schalke 04       | 13   |
| 10  | Polónia              | Artur Wichniarek   | Arminia Bielefeld   | 13   |

### Jogador do Mês
Fonte: fussballer-des-monats.de - Fußballer des Monats
| Mês       | Jogador          | Time              |
| --------- | ---------------- | ----------------- |
| Agosto    | Artur Wichniarek | Arminia Bielefeld |
| Setembro  | Mesut Özil       | Werder Bremen     |
| Outubro   | Vedad Ibišević   | Hoffenheim        |
| Novembro  | Franck Ribéry    | Bayern Münich     |
| Dezembro  | Sami Khedira     | Stuttgart         |
| Fevereiro | Mario Gómez      | Stuttgart         |
| Março     | Grafite          | Wolfsburg         |
| Abril     | Mario Gómez      | Stuttgart         |